# Ciosny (kolonia w powiecie zgierskim)
Ciosny – kolonia w Polsce położona w województwie łódzkim, w powiecie zgierskim, w gminie Zgierz.
W latach 1975–1998 miejscowość administracyjnie należała do ówczesnego województwa łódzkiego.